# Zwischenstaatliches Luftfahrtkomitee

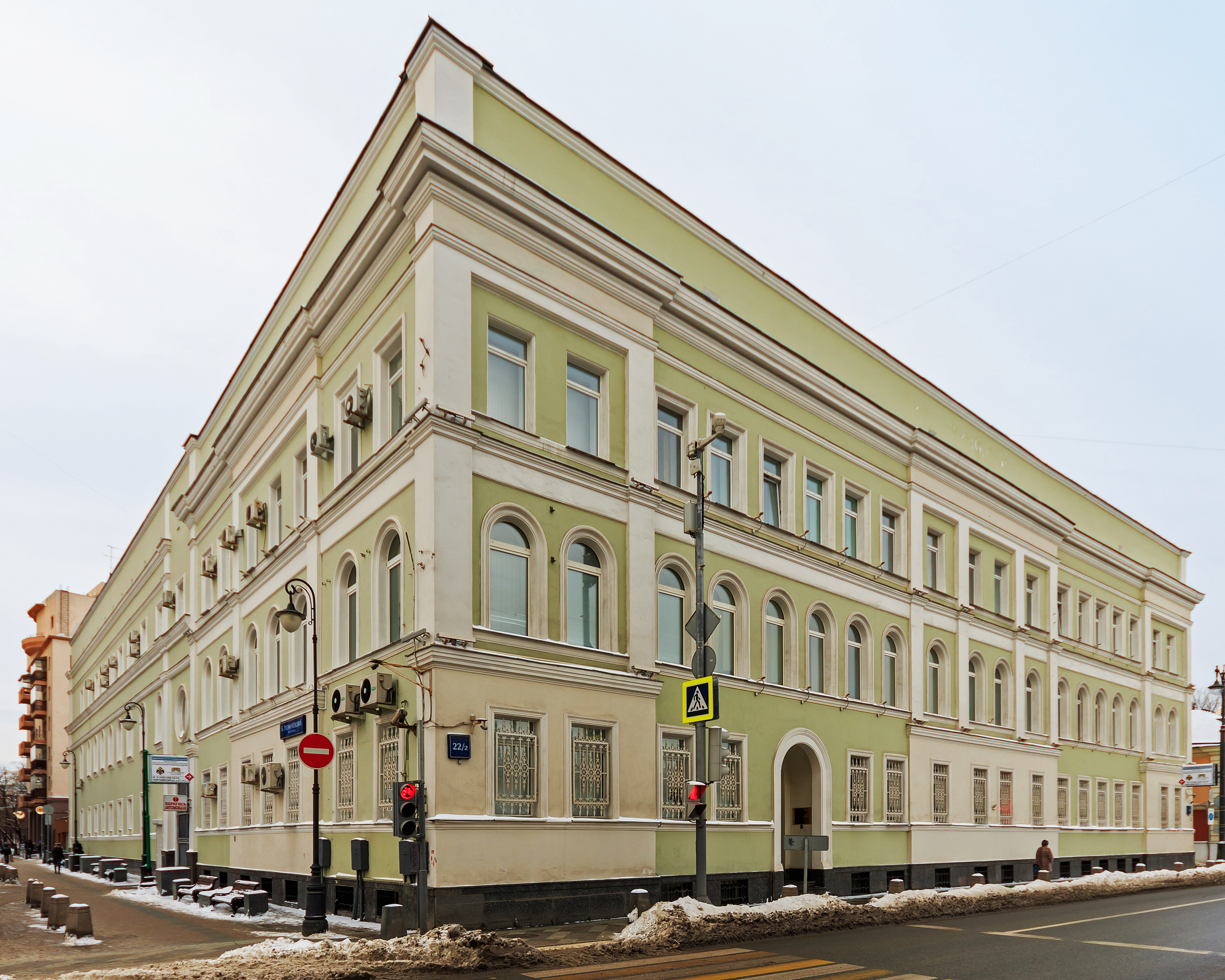
Das Gebäude in Moskau mit dem Sitz des Komitees

Das Zwischenstaatliche Luftfahrtkomitee (russisch Межгосударственный авиационный комитет, MAK; englisch Interstate Aviation Committee, IAC) ist eine Organisation der aktuellen und ehemaligen GUS-Staaten, der die Regierungen Kompetenzen und Funktionen im Bereich der zivilen Luftfahrt und Luftraumnutzung delegiert haben. Gegründet wurde MAK am 30. Dezember 1991. Das Hauptquartier der Organisation befindet sich in Moskau, die Vorsitzende ist General der Luftfahrt Tatjana Anodina. Zu den Hauptaufgaben des Zwischenstaatlichen Luftfahrtkomitees gehören:
- Zertifizierung der Flugmaschinen, der Flughäfen und der Fluggesellschaften
- Führung des Luftfahrtregisters
- Untersuchung der besonderen Vorfälle und Unfälle im Flugverkehr

## Teilnehmende Staaten
Aktuell:
- Armenien
- Aserbaidschan
- Belarus
- Kasachstan
- Kirgisistan
- Moldau
- Russland
- Tadschikistan
- Turkmenistan
- Usbekistan

Ehemalig:
- Georgien
- Ukraine